# Moyon Villages
Moyon Villages é uma comuna francesa na região administrativa da Normandia, no departamento da Mancha. Estende-se por uma área de 32.94 km². Em 2010 a comuna tinha 1 488 habitantes (densidade: 45,2 hab./km²).
Foi criada em 1 de janeiro de 2016, a partir da fusão das antigas comunas de Chevry, Le Mesnil-Opac e Moyon (sede da comuna).